# УСТ Зоря (Швайнфурт)
УСТ «Зоря»  (Українське Спортове Товариство «Зоря») — українське спортове товариство з німецького міста Швайнфурт.
«Зоря» в Швайнфурті була заснована в українському таборі 2 вересня 1945 року і зразу розвинула діяльність, дбаючи одночасно про змагову частину і правильну організаційну основу. Головою товариства був командант табору Маркіян Стеткевич, з квітня 1946 року — Лев Кульчицький. У товаристві працювали ще о. Володимир Івашко, Андронік Копистянський (шахи і легка атлетика) і проф. Олекса Селезнів (шахи).
7 травня 1946 року табір перевезено до Ашаффенбургу, до Піонір Касерне — і тут товариство об'єдналося з УСТ «Січ» з Ляґарде Касерне, прийнявши нову назву «Запоріжжя». Зваживши час, в якім товариство працювало (умовини в Німеччині 1945 р.), треба ствердити, що стан і діяльність товариства були дуже добрі.
Чотири секції провели змагання: 14 змагань футболу, 8 волейболу чоловіків, 8 настільного тенісу і 5 шахів (3 змагання, 1 симультан і 1 гра насліпо майстра Селезнева). Легкоатлети проводили постійні тренування на вибудованій власними руками площі.